# 代曼角
70°46′S 167°24′E / 70.767°S 167.400°E
代曼角是南極洲的海岬，位於維多利亞地，處於塔普謝爾半島，是尤爾灣入口處的南部，該海岬在1841年由英國探險家發現，現時由南極條約體系管理。